# باشگاه فوتبال کاردیف سیتی
باشگاه فوتبال کاردیف سیتی (به انگلیسی: .Cardiff City F.C) باشگاه فوتبال ولز است که در شهر کاردیف قرار دارد که هم‌اکنون در لیگ چمپیونشیپ انگلستان بازی می‌کند.
این باشگاه در سال ۱۸۹۹ تأسیس شده‌است.